# Ramal Internacional de Valença

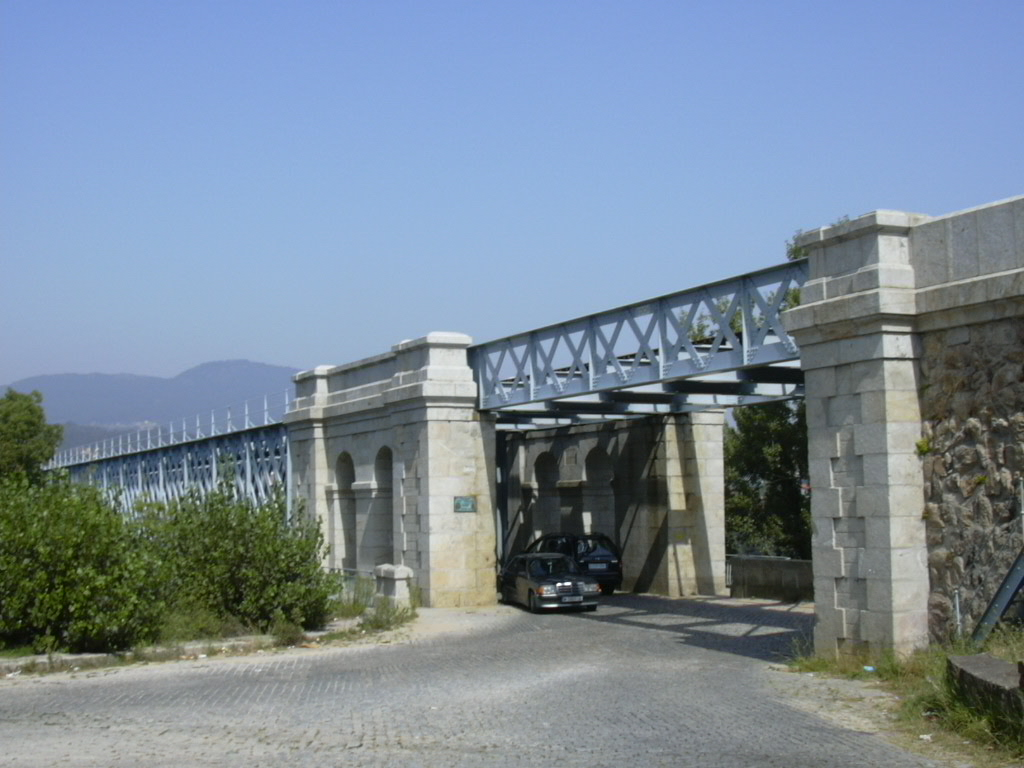
Ponte rodo-ferroviária sobre o Rio Minho, acesso norte.

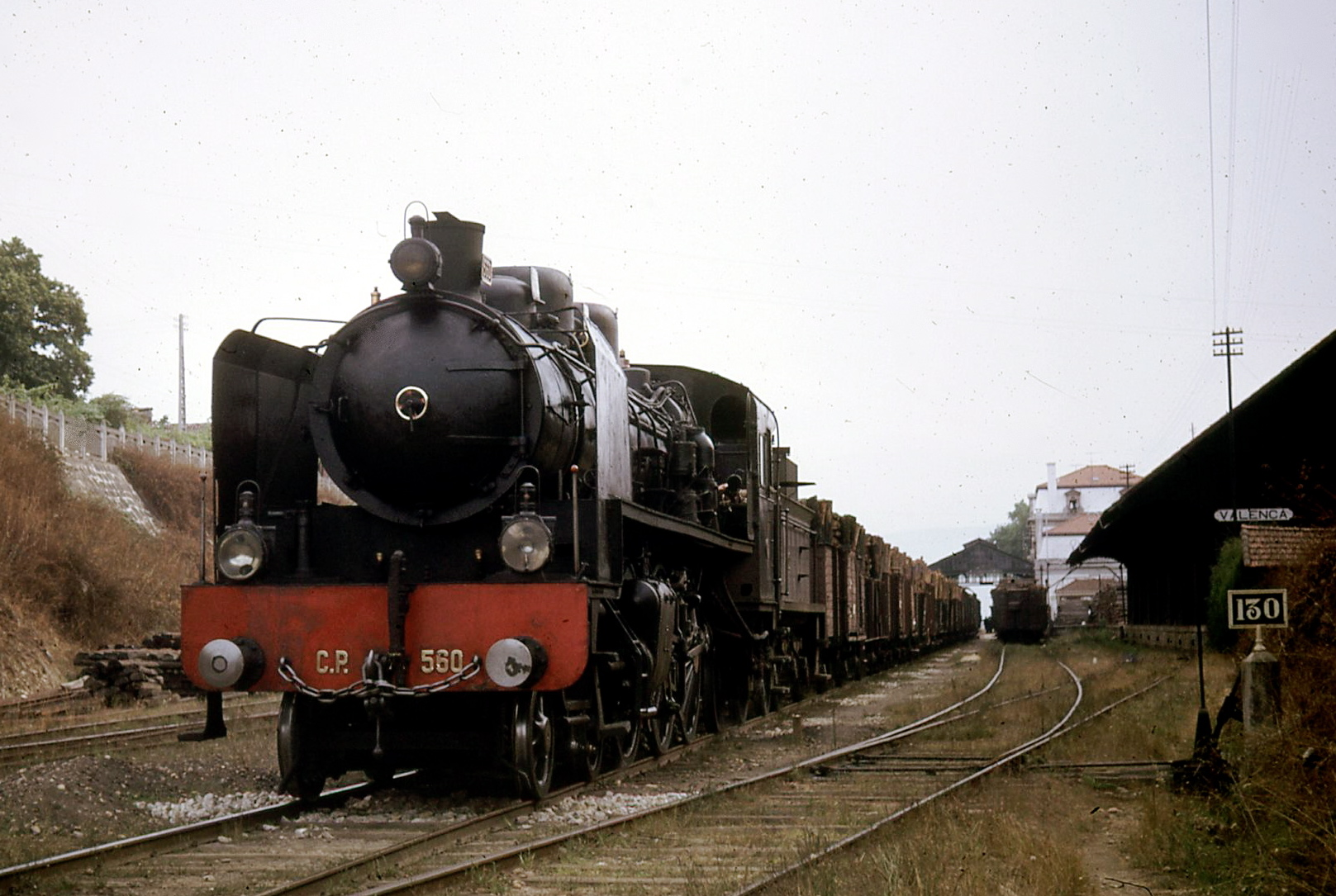
Locomotiva CP 170 na Estação de Valença em 1970.

O Ramal Internacional de Valença, denominado em Espanha Línea Guillarei-Valença do Minho, é uma ferrovia internacional, em bitola ibérica, que liga a Linha do Minho em Valença, no noroeste de Portugal, com o sistema ferroviário espanhol na estação de Guilharei, no sudoeste da Galiza. Foi concluída com a inauguração da Ponte Rodo-Ferroviária de Valença, em 25 de Março de 1886, estabelecendo assim a ligação entre a Linha do Minho, do lado português, e a Linha Monforte de Lemos-Redondela, do lado galego.

## História

### Construção e inauguração
Em Espanha, a linha entre Tui e Vigo-Urzáiz entrou ao serviço em 17 de Março de 1878, pela Compañía Medina-Zamora-Orense-Vigo, que também inaugurou, nesse ano, a ligação entre Tui e Caldelas. Por seu turno, a Linha do Minho chegou a Valença em 6 de Agosto de 1882, construída pelo Governo Português.

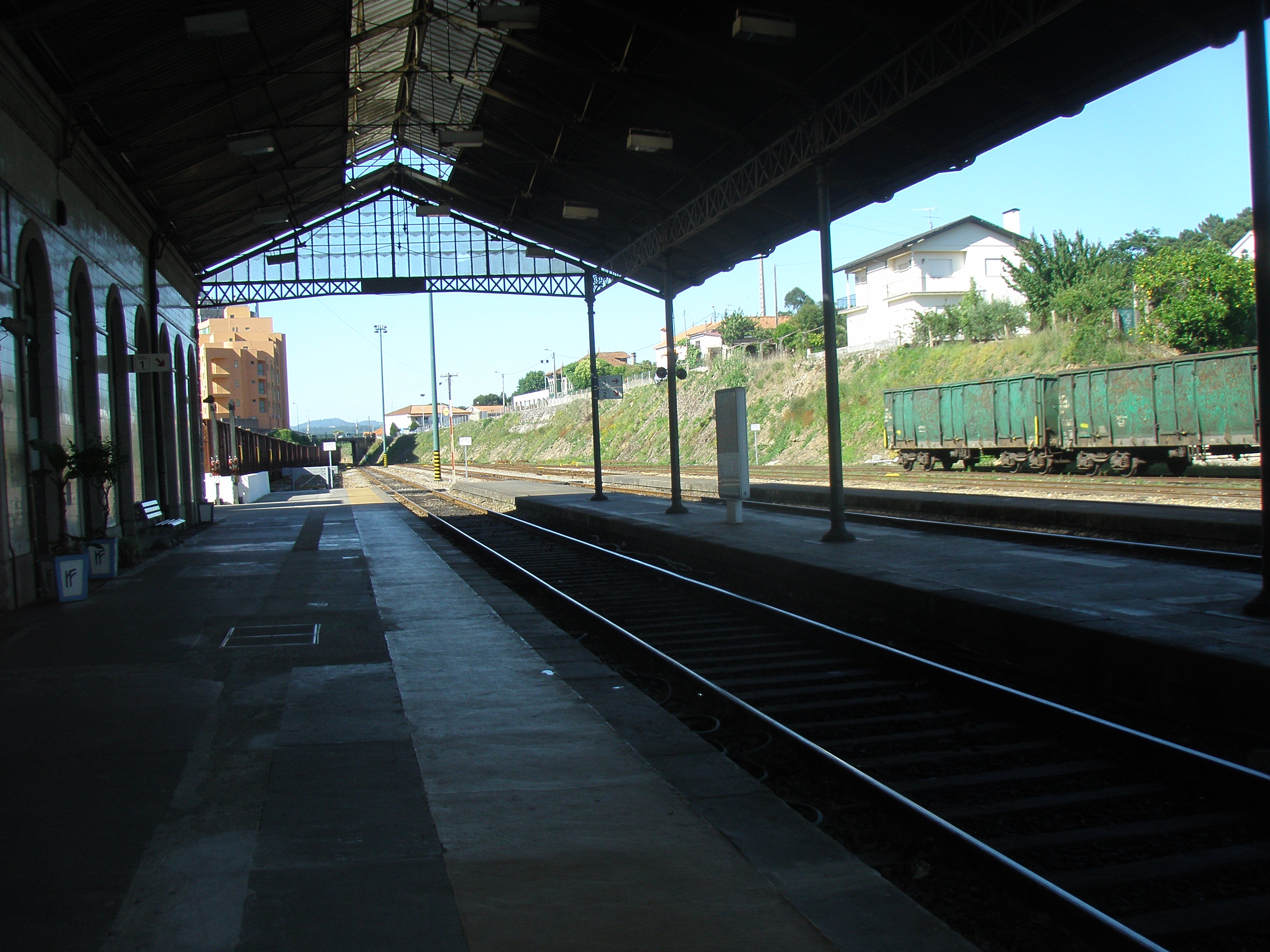
Estação Ferroviária de Valença

A construção da Ponte Rodo-Ferroviária de Valença, que possibilitou o atravessamento do Rio Minho, iniciou-se em 1885, tendo a inauguração tido lugar no dia 25 de Março de 1886, estabelecendo, desde logo, a ligação com a rede ferroviária espanhola na Galiza.

### Serviços

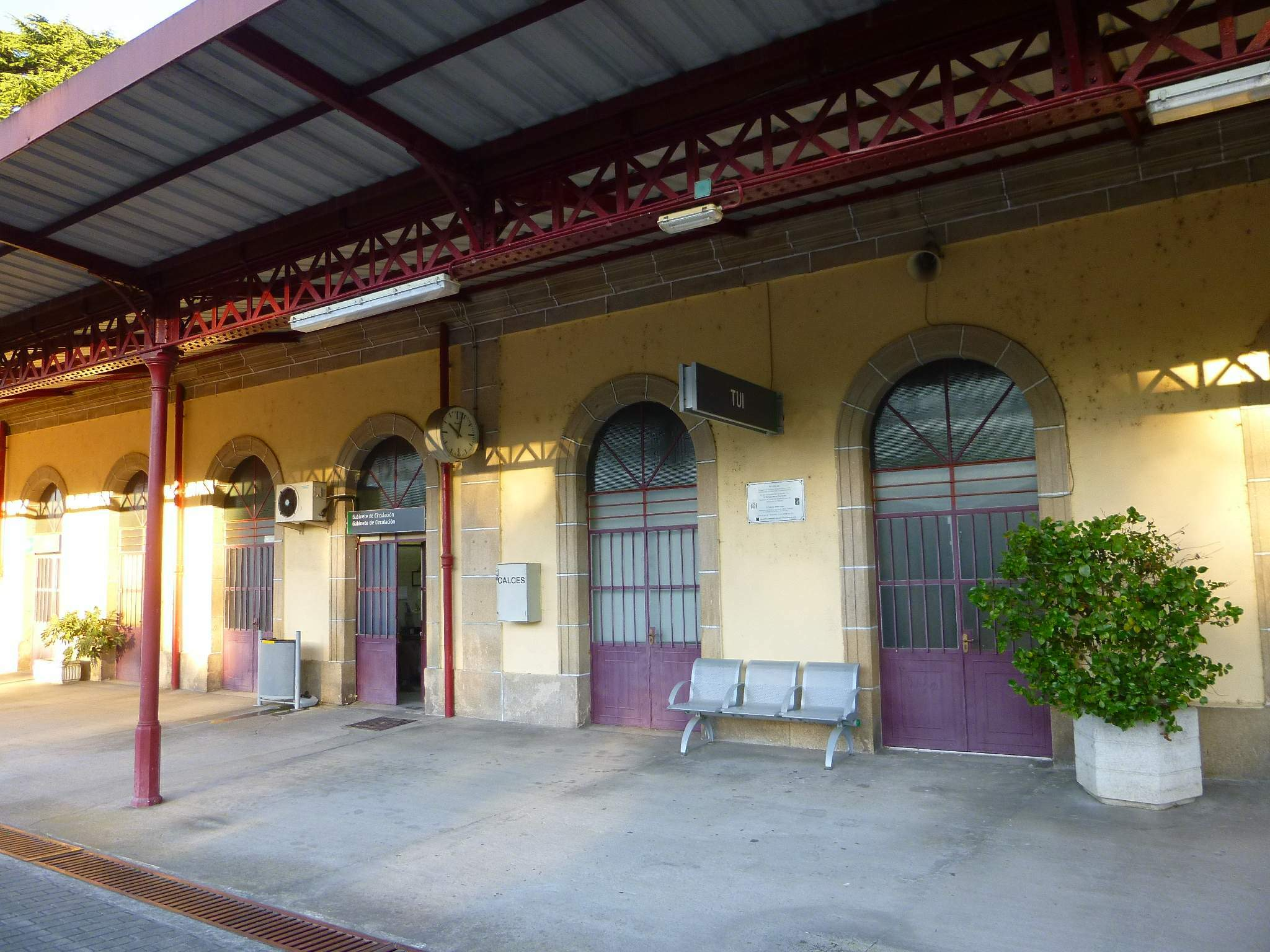
Estação Ferroviária de Tui, no Ramal Internacional de Valença

No Verão de 1975, a transportadora Red Nacional de Ferrocarriles Españoles (RENFE)  operava, neste troço, serviços mistos de mercadorias e passageiros, de tipologia omnibus, entre Guillarey, Tui e Valença, rebocados por locotractoras das séries 7000 e 5000; o tráfego de mercadorias tinha, naquela altura, de ser realizado daquela forma, devido à reduzida capacidade de carga da ponte internacional. Também se realizaram, por esta ligação, até aos finais da Década de 1980, comboios de passageiros, rebocados por locomotivas das Séries 10.300 ou 10.800 da Red Nacional de Ferrocarriles Españoles, por serem as únicas unidades desta operadora autorizadas a atravessar a Ponte Rodo-Ferroviária de Valença; estes foram os únicos serviços de passageiros efectuados por locomotivas da Série 10300.
Actualmente circulam pelo ramal dois serviços de passageiros:
- Celta: comboio internacional rápido operado com automotoras da CP (geralmente da série 592 ou 592.2) que liga as estações de Porto-Campanhã e Vigo-Guixar.
- Regional Internacional: operado com automotoras da RENFE (geralmente da série 596), faz serviço entre as estações de Valença e Vigo-Guixar, efectuando paragens em Tui, Guilharei, Porrinho e Redondela.

## Fotografias

Fotografias na fronteira do ramal
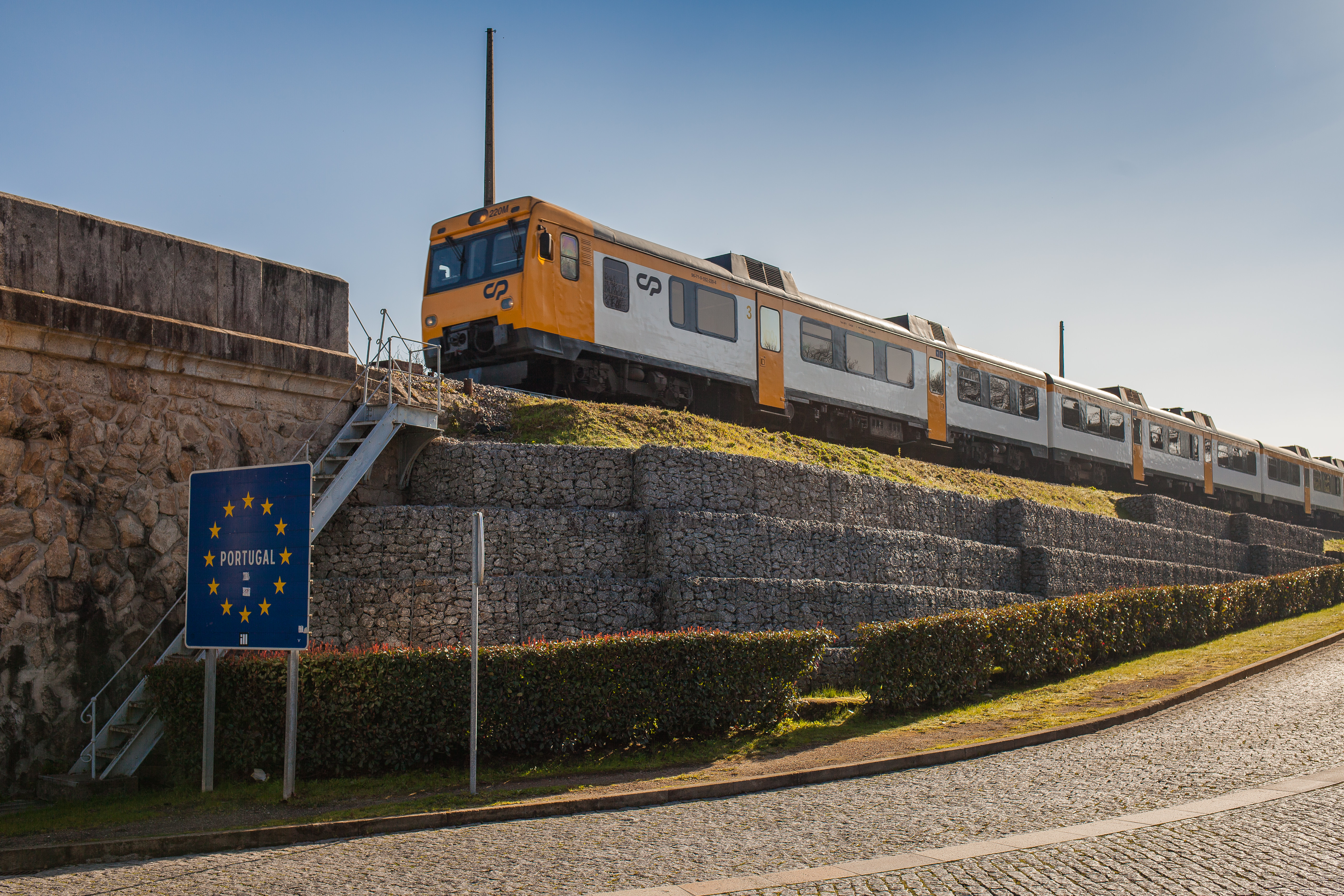
Comboio no ramal internacional (Ponte de Tui-Valença)
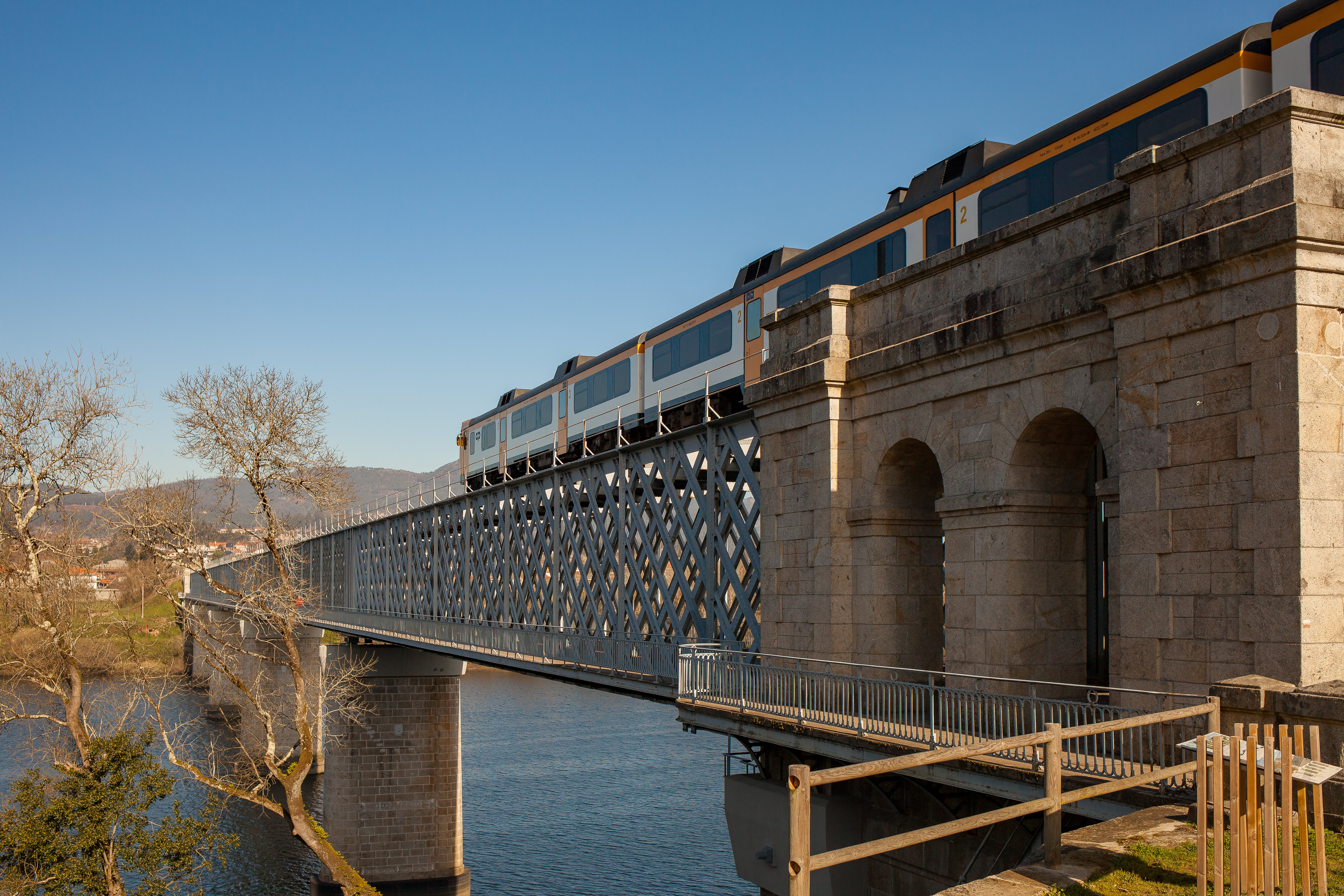
Comboio no ramal internacional (Ponte de Tui-Valença)
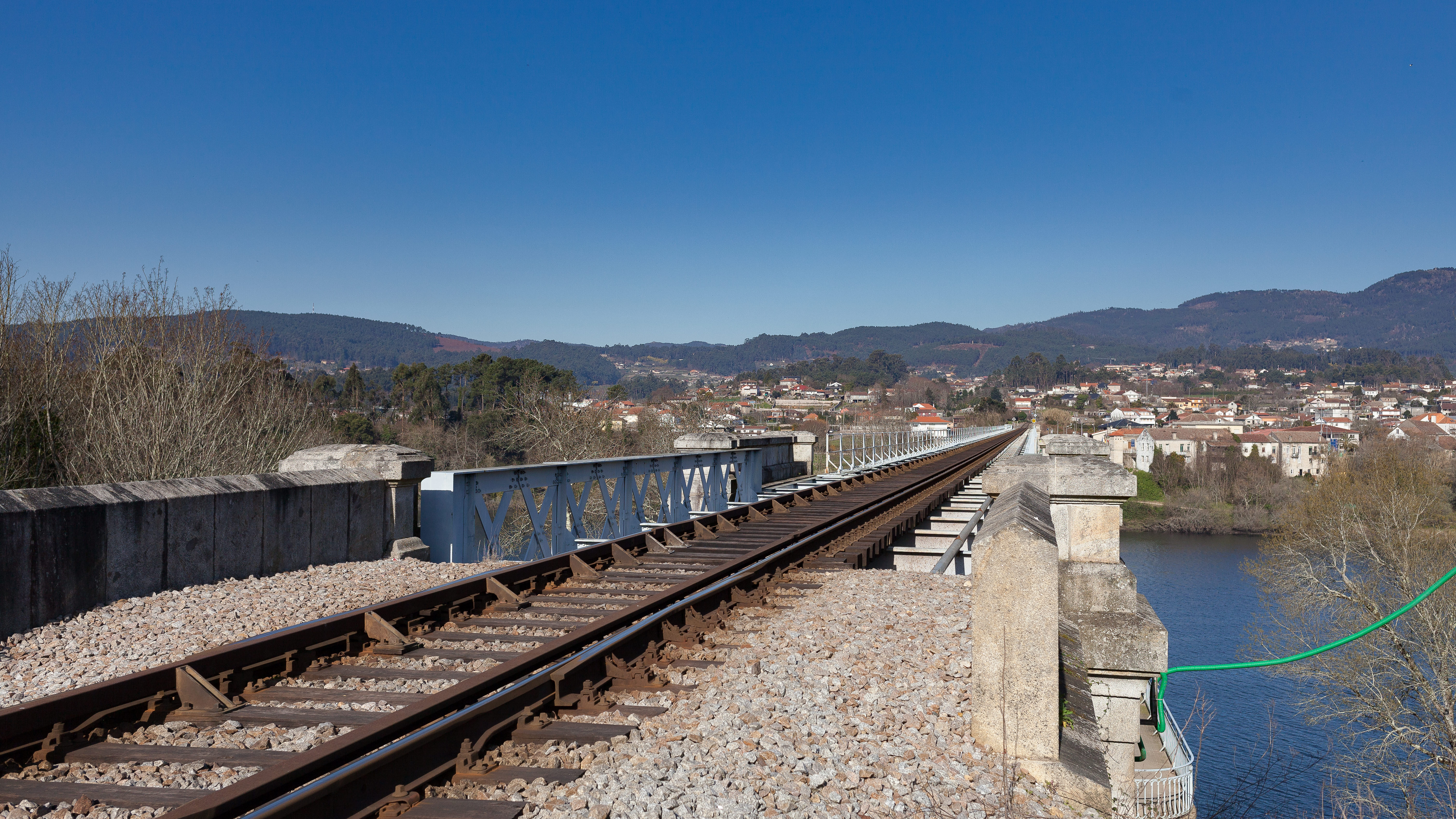
Ramal à altura da ponte